# Phillips Holmes

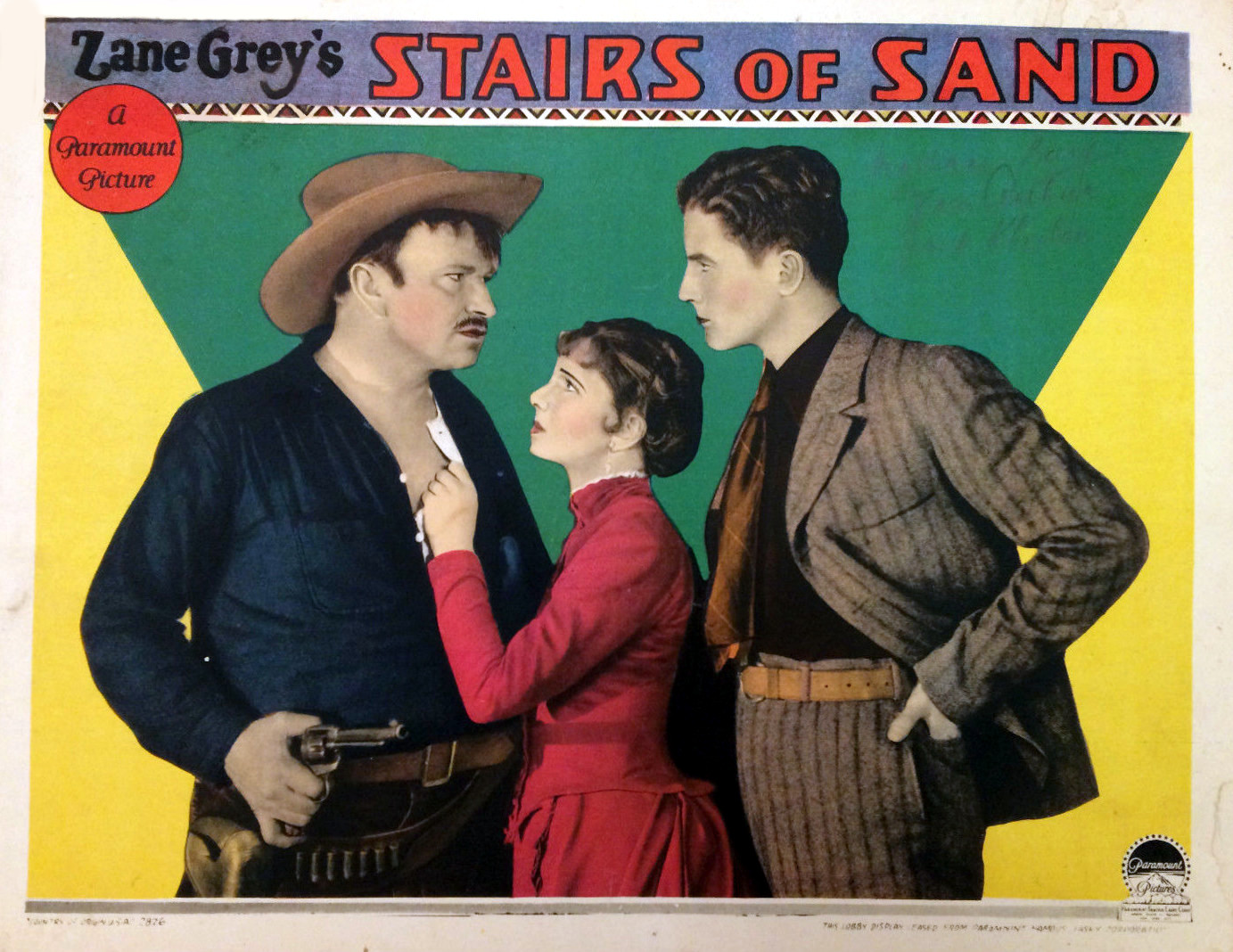
Cartel publicitario con Wallace Beery, Jean Arthur y Holmes en 1929

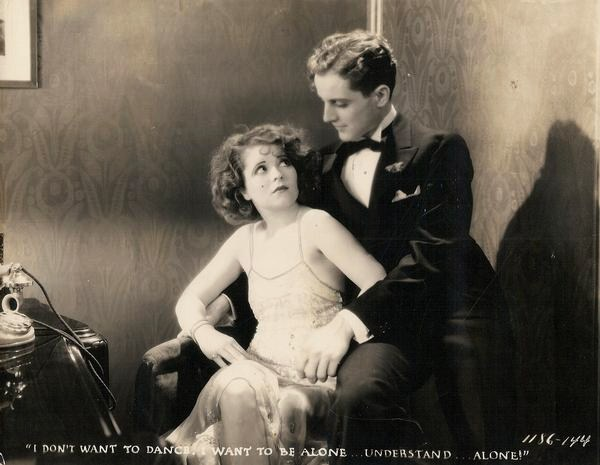
Clara Bow y Holmes en The Wild Party (1929)

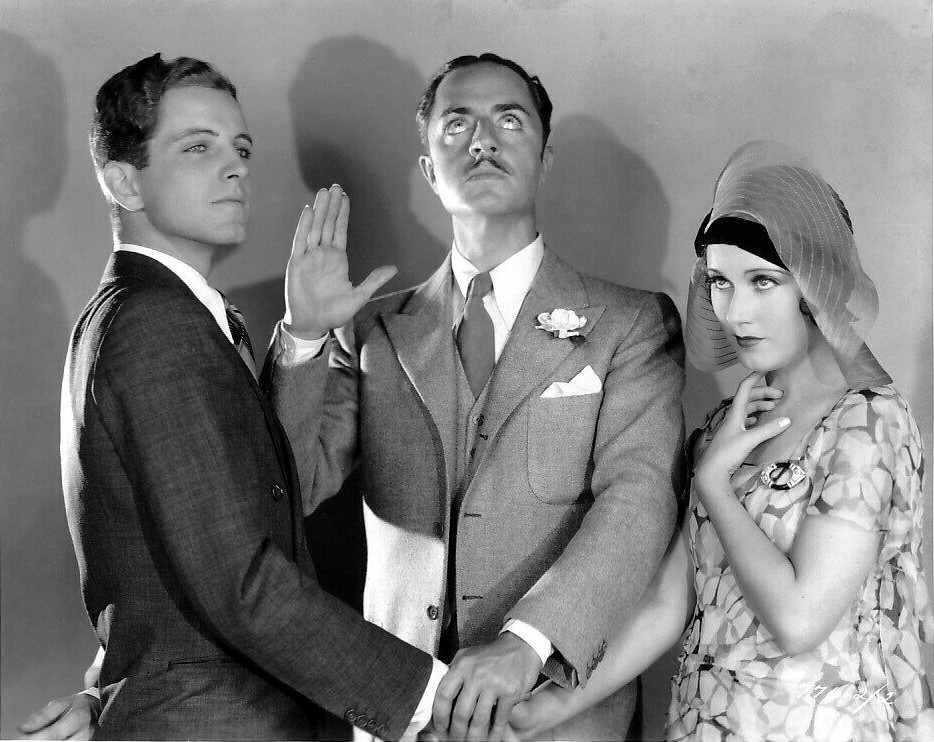
con William Powell y Fay Wray en Pointed Heels (1929)

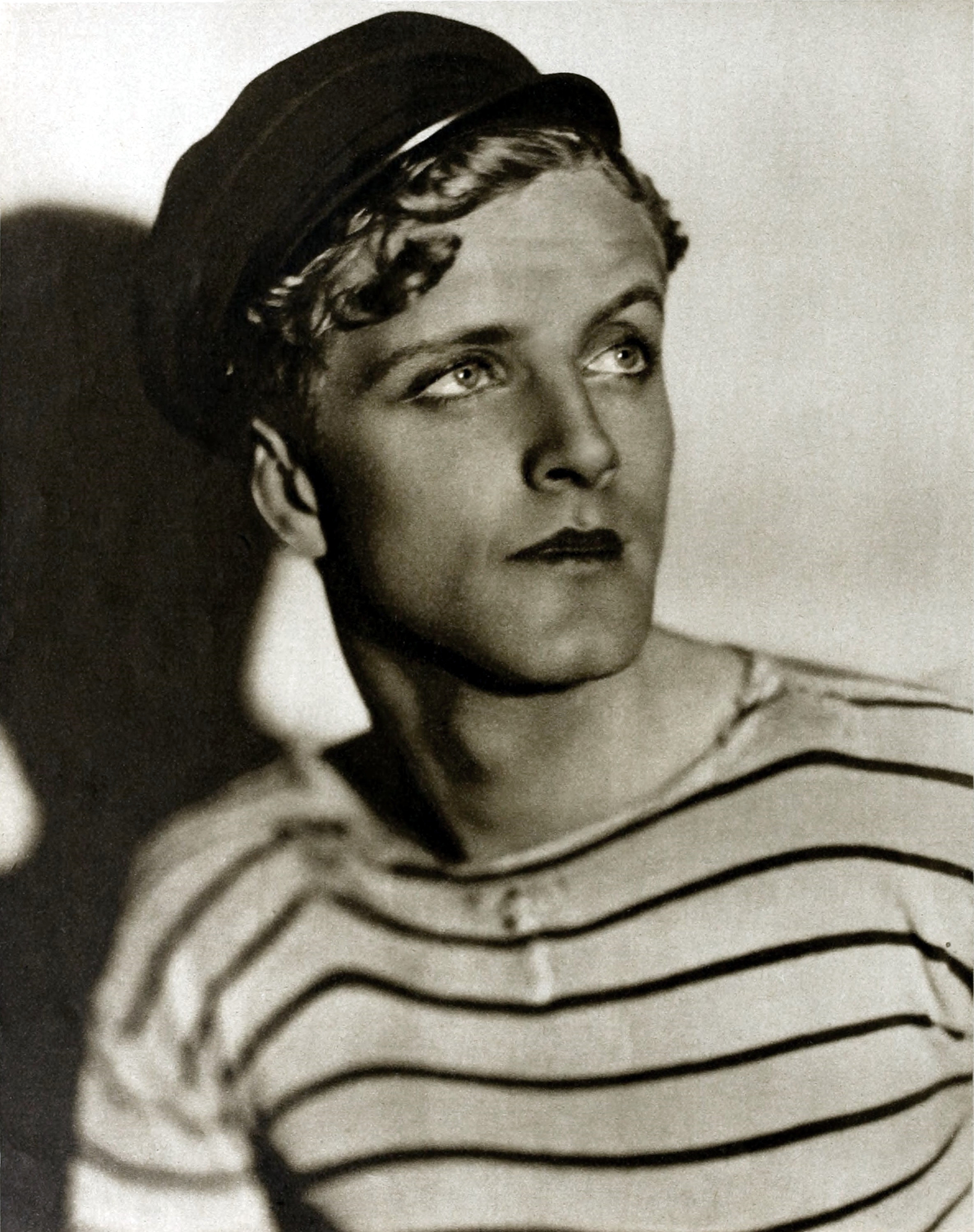
Phillips Holmes en Her Man (1930)

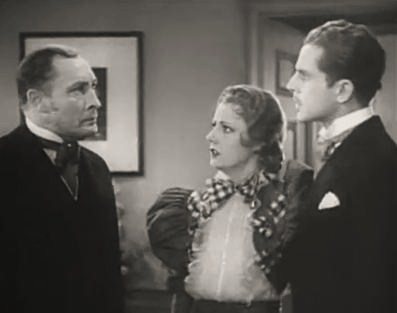
Lionel Atwill, Irene Dunne y Holmes en The Secret of Madame Blanche (1933)

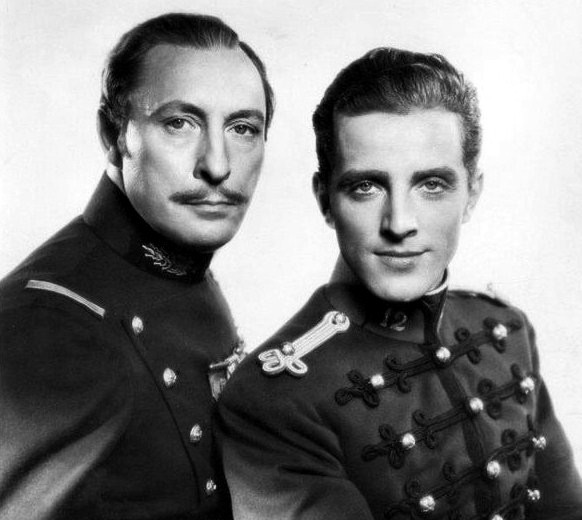
con Lionel Atwill en Nana (1934)

Phillips Raymond Holmes (Grand Rapids, 22 de julio de 1907 – Ontario, 12 de agosto de 1942) fue un actor estadounidense. Por sus contribuciones a la industria cinematográfica, póstumamente recibió una estrella en el Paseo de la Fama de Hollywood en 1960.

## Primeros años, educación y carrera
Nacido en Grand Rapids, Míchigan, hijo de Edna Phillips y de la estrella de teatro Taylor Holmes, Holmes disfrutó de una infancia privilegiada y recibió su educación en el Trinity College de Cambridge, en Inglaterra, en la Universidad de Grenoble, en Francia, y durante un año en la Universidad de Princeton, donde fue descubierto entre los estudiantes universitarios durante el rodaje de Varsity, de Frank Tuttle, en 1928, y le ofrecieron una prueba de cámara. A principios de la década de 1930, se convirtió en un popular protagonista, interpretando papeles principales en algunas producciones importantes, entre las que destacan An American Tragedy (1931), de Josef von Sternberg, y Broken Lullaby (1932), de Ernst Lubitsch.
En Paramount, protagonizó melodramas y comedias. En 1933, su contrato con Paramount expiró y se trasladó a MGM durante un año. A medida que avanzaba la década, la carrera de Holmes decayó y apareció en algunos fracasos de taquilla, entre ellos Nana (1934), de Sam Goldwyn, que tuvo una mala acogida. Su última película estadounidense fue General Spanky (1936). En 1938, apareció en dos películas británicas. Housemaster fue su última película, y volvió a actuar en teatros de Estados Unidos.[cita requerida]

## Escandalo
En 1933, Holmes conducía con la actriz Mae Clarke cuando chocó contra un coche aparcado. Clarke, que sufrió una fractura de mandíbula y cortes en la cara, demandó a Holmes por US$21,500 (equivalente a $506,05 en 2023), alegando que había conducido en estado de embriaguez. Clarke retiró la demanda cuando Holmes accedió a pagar sus gastos médicos. Los cambios en su rostro afectaron negativamente a su floreciente carrera a largo plazo (en 1931, había interpretado a la prometida de Henry Frankenstein en Frankenstein y había recibido medio pomelo en la cara por parte de James Cagney en The Public Enemy).

## Servicio militar y muerte
Al comienzo de la Segunda Guerra Mundial, se alistó en la Real Fuerza Aérea Canadiense. Murió a los 35 años en una colisión aérea en el noroeste de Ontario, Canadá. Registrado por la Comisión de Tumbas de Guerra de la Commonwealth con una edad inferior a los 31 años, fue enterrado en el Cemetery of the Gate of Heaven, en Hawthorne, Nueva York.

## Legado
Holmes tiene una estrella en el Paseo de la Fama de Hollywood.

## Filmografía
- Uneasy Money (1918) como Caddy (debut cinematográfico, sin acreditar)
- Her Market Value (1925) como chico fiestero (sin acreditar)
- Varsity (1928) como Middlebrook
- His Private Life (1928) como Pierrot (sin acreditar)
- The Wild Party (1929) como Phil
- The Studio Murder Mystery (1929) como actor joven (sin acreditar)
- Stairs of Sand (1929) como Adam Wansfell
- Illusion (1929) como amigo de Eric en la audiencia (sin acreditar)
- The Return of Sherlock Holmes (1929) como Roger Longmore
- Pointed Heels (1929) como Donald Ogden
- Only the Brave (1930) como Capt. Robert Darrington
- Paramount on Parade (1930) como Hunter - Episodio 'Dream Girl'
- The Devil's Holiday (1930) como David Stone
- Grumpy (1930) como Ernest Heron
- Her Man (1930) como Dan Keefe
- The Dancers (1930) como Tony
- Man to Man (1930) como Michael Bolton
- The Criminal Code (1931) como Robert Graham
- Stolen Heaven (1931) como Joe Bartlett
- Confessions of a Co-Ed (1931) como Dan Carter
- An American Tragedy (1931) como Clyde Griffiths
- Two Kinds of Women (1932) como Joseph Gresham Jr.
- Broken Lullaby (1932) como Paul Renard
- Night Court (1932) como Mike Thomas
- Make Me a Star (1932) como Phillips Holmes (sin acreditar)
- 70,000 Witnesses (1932) como Buck Buchan
- The Secret of Madame Blanche (1933) como Leonard St. John
- Men Must Fight (1933) como Bob Seward
- Looking Forward (1933) como Michael Service
- Storm at Daybreak (1933) como Csaholyi
- The Big Brain (1933) como Terry Van Sloan
- Dinner at Eight (1933) como Ernest DeGraff
- Beauty for Sale (1933) como Burt Barton
- Penthouse (1933) como Tom Siddall
- Stage Mother (1933) como Lord Aylesworth
- Nana (1934) como Lieutenant George Muffat
- Caravan (1934) como Lt. von Tokay
- Private Scandal (1934) como Cliff Barry
- Million Dollar Ransom (1934) como Stanton Casserly
- No Ransom (1934) como Tom Wilson
- Great Expectations (1934) como Pip
- Ten Minute Alibi (1935) como Colin Derwent
- The Divine Spark (1935) como Vincenzo Bellini
- Chatterbox (1936) como Philip 'Phil' Greene Jr
- The House of a Thousand Candles (1936) como Tony Carleton
- General Spanky (1936) como Marshall Valient
- The Dominant Sex (1937) como Dick Shale
- Housemaster (1938) - Philip de Pourville